# Шефик Џаферовић
Шефик Џаферовић (Завидовићи, 9. септембар 1957) босанскохерцеговачки је политичар, бивши бошњачки члан Предсједништва Босне и Херцеговине и делегат у Дому народа Парламентарне скупштине БиХ.

## Биографија
Основну школу и гимназију је завршио у родном граду. Уписао је Правни факултет у Сарајеву 1975. године, а завршио га је 29. маја 1979. Наредне године је положио и правосудни испит. Од завршетка студија до маја 1986. радио је у Општинском суду у Завидовићима, прво као приправник, затим шест месеци као заменик општинског судије и на крају као општински судија.
Од маја 1986. до фебруара 1992. године био је судија Окружног суда у Зеници, а као адвокат је радио од 1992. до 1993. године, исто у Зеници. Од 1993. године до средине 1994. године радио је у тадашњем Округу Зеница на административним пословима.
Био је начелник Центра служби безбедности између јула 1994. године и фебруара 1996. године. Наредна три месеца је радио у Агенцији за истраживања и документацију као секретар. Након тога, до избора 1996. године, обављао је дужност саветника гувернера у Влади Зеничко-добојског кантона. Од 1996. до 2000. године био је председавајући Скупштине Зеничко-добојског кантона и делегат у Дому народа парламента ФБиХ, а од 2000. до 2002. године и делегат у Дому народа Парламентарне скупштине Босне и Херцеговине.
На општим изборима 2002. године постао је по први пут посланик у Представничком дому Парламентарне скупштине Босне и Херцеговине и наредне четири године заменик председавајућег Представничког дома. Посланичке мандате у Представничком дому је добијао и на општим изборима одржаним 2006, 2010 и 2014. Када је изабран за посланика 2014. године, постао је бошњачки члан Колегијума и председавајући Представничког дома.
На општим изборима 2018. године изабран је за бошњачког члана Представништва БиХ са 36,61% гласова.
На општим изборима 2022. изабран је за делегата у Дому народа Парламентарне скупштине Босне и Херцеговине.